# Symphorce
Symphorce est un groupe allemand de power metal, originaire de 
Stuttgart, actif entre 1998 et 2011.

## Histoire
En octobre 1998, Andy B. Franck, chanteur du groupe allemand de power metal Brainstorm et anciennement aussi d'Ivanhoe, forme le groupe. Les membres fondateurs étaient Stefan « Stef » Bertolla (guitare), Michael « Mike » Hammer (basse), Hans-Peter « H.P. » Walter (clavier) et Stefan Köllner (batterie).
Le premier album, Truth to Promises, est publié en 1999. Une tournée en première partie de Mercyful Fate est suivie d'un changement de line-up : le guitariste Cédric « Cede » Dupont (qui a également travaillé entre-temps pour Freedom Call) et le bassiste Dennis Wohlbold rejoignent Symphorce. Le line-up se compose alors d'Andy B. Franck, H.P. Walter, Cede Dupont et Dennis Wohlbold. Moins d'un an plus tard, Sinctuary (2000), le deuxième album, suit. Au même moment, Franck devient le chanteur de Brainstorm. Après Sinctuary, le batteur Sascha Sauer rejoint le groupe. H.P. Walter quitte le groupe à sa demande pour des raisons de temps après l'album Sinctuary, mais continue à participer aux albums phorcefulAhead et Twice Second en tant que claviériste en studio. Le guitariste rythmique Markus Pohl complète le groupe. Avec la deuxième guitare, il remplace quasiment les claviers manquants, ce qui change le style musical de Symphorce.
Avec Metal Blade Records comme nouveau label, Symphorce enregistre phorcefulAhead, son troisième album, dans les studios House of Music en août 2002, avec l'aide d'Achim Köhler (Primal Fear). Après une tournée avec Kamelot au printemps 2003 et des représentations lors de festivals comme le Wacken Open Air et le Summer Breeze, le nouvel album Twice Second est enregistré. Au printemps 2004, Symphorce fait la première partie du groupe Grave Digger en Allemagne, en Autriche et en Suisse, en compagnie de Wizard. Le 5 septembre 2005, le cinquième album studio GodSpeed sort. Le groupe effectue également sa première tournée américaine en compagnie du groupe Stratovarius. Leur dernière apparition live dans un festival a lieu le 9 juin 2007 lors du Rage Against Racism Open Air. L'album Become Death sort la même année,.
En janvier 2010, le groupe signe un contrat d'enregistrement avec AFM Records et commence à travailler sur un nouvel album. Entre-temps, le guitariste Cédric « Cede » Dupont sort en juin 2010 un album solo contenant uniquement des titres instrumentaux, intitulé Melodrama. En outre, le premier album Point of Origin du nouveau groupe de Dupont, Downspirit, sort le 23 juin 2010. Le septième album studio du groupe, intitulé Unrestricted, sort le 15 octobre 2010.
Le 9 octobre 2011, le groupe annonce sa séparation, les membres Andy B. Franck et Cédric « Cede » Dupont étant trop occupés par leurs groupes principaux. Cela rend impossible la poursuite des tournées et l'enregistrement de nouveaux albums.

## Membres

### Derniers membres
- Andy B. Franck — chant
- Cédric « Cede » Dupont — guitares
- Markus Pohl — guitares
- Dennis Wohlbold — basse
- Steffen Theurer — batterie

### Anciens membres
- Sascha Sauer — batterie (2001-2005)
- Stefan Koellner — batterie (1999-2000)
- H.P. Walter — claviers (1998-2002)
- Mike Hammer — basse (1999)
- Stefan Bertolla — guitare (1999)

## Discographie
- 1999 : Truth to Promises (Noise Records)
- 2001 : Sinctuary (Noise Records)
- 2002 : phorcefulAhead (Metal Blade Records)
- 2004 : Twice Second (Metal Blade Records)
- 2005 : GodSpeed (Metal Blade Records)
- 2007 : Become Death (Metal Blade Records)
- 2010 : Unrestricted (AFM Records)